# Río Abajo (Ceiba)
Río Abajo es un barrio ubicado en el municipio de Ceiba en el Estado Libre Asociado de Puerto Rico. En el Censo de 2010 tenía una población de 884 habitantes y una densidad poblacional de 42,53 personas por km².

## Geografía
Río Abajo se encuentra ubicado en las coordenadas 18°16′9″N 65°43′50″O / 18.26917, -65.73056. Según la Oficina del Censo de los Estados Unidos, Río Abajo tiene una superficie total de 20.78 km², de la cual 20.78 km² corresponden a tierra firme y (0.01%) 0 km² es agua.

## Demografía
Según el censo de 2010, había 884 personas residiendo en Río Abajo. La densidad de población era de 42,53 hab./km². De los 884 habitantes, Río Abajo estaba compuesto por el 70.7% blancos, el 17.42% eran afroamericanos, el 8.03% eran de otras razas y el 3.85% pertenecían a dos o más razas. Del total de la población el 96.61% eran hispanos o latinos de cualquier raza.